# Renaissance (Beyoncé)
Renaissance is het zevende studioalbum van de Amerikaanse zangeres Beyoncé. Het werd uitgebracht op 29 juli 2022 door Parkwood Entertainment en Columbia Records. Renaissance is een vrolijk dance-, pop- en housealbum met zware disco- en bounce-invloeden. Het kreeg veel bijval van muziekcritici vanwege zijn samenhangende en energieke productie. Met de nummers die zijn gearrangeerd als een DJ-mix, vermengt het album zwarte dansstijlen zoals discoen house. Het is een eerbetoon aan de queer-pioniers van het genre, wiens werk werd gesampled of geïnterpoleerd in de nummers. De lyrische inhoud verkent thema's als escapisme, hedonisme, assertiviteit en zelfexpressie. Het album bevat zestien nummers, die Beyoncé allemaal meeschreef. 
Het album werd geprezen door muziekrecensenten vanwege het eclectische maar toch samenhangende geluid, de positieve sfeer en de vocale prestaties van Beyoncé. De eerste single Break My Soul werd uitgebracht op 20 juni 2022 en bereikte nummer één in verschillende hitparades wereldwijd, waaronder de Billboard Hot 100. Renaissance debuteerde op de Billboard 200-hitlijst en werd daarmee het zevende opeenvolgende album van Beyoncé. In de Nederlandse Album Top 100 kwam het album binnen op nummer één.

## Achtergrond
In augustus 2021 onthulde Beyoncé dat ze al meer dan een jaar aan haar zevende studioalbum werkte, waarin ze verklaarde dat "met al het isolement en onrecht van het afgelopen jaar, ik denk dat we allemaal klaar zijn om te ontsnappen, te reizen, lief te hebben en weer te lachen". Beyoncé gaf op 7 juni 2022 de eerste hints van een nieuw album door haar profielfoto van al haar sociale-mediaplatforms te verwijderen. Vier dagen later verscheen de tekst "Wat is een B7?" op de homepage van haar website. Ze kondigde het album officieel aan op 16 juni 2022.
Na de release van het album plaatste Beyoncé een notitie op haar website waarin ze onthulde dat Renaissance het eerste deel is van een project in drie bedrijven dat ze de afgelopen drie jaar, tijdens de coronapandemie, opnam. Ze droeg het op aan haar kinderen en haar homoseksuele oom.
De albumhoes is een foto in april 2022 geschoten door Carlijn Jacobs.

## Awards en nominaties
| Organisatie             | Jaar | Award                       | Resultaat   |
| ----------------------- | ---- | --------------------------- | ----------- |
| American Music Awards   | 2022 | Favorite Pop/Rock Album     | Genomineerd |
| American Music Awards   | 2022 | Favorite Soul/R&B Album     | Gewonnen    |
| People's Choice Awards  | 2022 | The Album of 2022           | Genomineerd |
| Soul Train Music Awards | 2022 | Album of the Year           | Gewonnen    |
| 65e Grammy Awards       | 2023 | Album of the Year           | Genomineerd |
| 65e Grammy Awards       | 2023 | Best Dance/Electronic Album | Gewonnen    |

## Tracklist
| Nr. | Titel                   | Duur |
| --- | ----------------------- | ---- |
| 1.  | "I'm That Girl"         | 3:28 |
| 2.  | "Cozy"                  | 3:30 |
| 3.  | "Alien Superstar"       | 3:35 |
| 4.  | "Cuff It"               | 3:45 |
| 5.  | "Energy"                | 1:56 |
| 6.  | "Break My Soul"         | 4:38 |
| 7.  | "Church Girl"           | 3:44 |
| 8.  | "Plastic off the Sofa"  | 4:14 |
| 9.  | "Virgo's Groove"        | 6:08 |
| 10. | "Move"                  | 3:23 |
| 11. | "Heated"                | 4:20 |
| 12. | "Thique"                | 4:04 |
| 13. | "All Up In Your Mind"   | 2:49 |
| 14. | "America Has a Problem" | 3:18 |
| 15. | "Pure/Honey"            | 4:48 |
| 16. | "Summer Renaissance"    | 4:33 |